# Jesse Tyler Ferguson
Jesse Tyler Ferguson, född 22 oktober 1975 i Missoula i Montana, är en amerikansk skådespelare.
Ferguson är kanske mest känd för sin roll som Mitchell Pritchett i TV-serien Modern Family. 

## Privatliv
Ferguson förlovade sig år 2012 med Justin Mikita. De gifte sig år 2013.

## Filmografi

### Filmer
- 2000 – Sally Hemmings: An American Scandal (TV-film)
- 2001 – Ordinary Sinner
- 2004 – Mercury in Retrograde (kortfilm)
- 2006 – Griffin & Phoenix
- 2008 – Utan spår
- 2009 – Wonderful World
- 2023 – Cocaine Bear

### TV-serier
- 2006-2007 - The Class (19 avsnitt)
- 2008 - Do Not Disturb (5 avsnitt)
- 2007 och 2010 - Ugly Betty (2 avsnitt)
- 2009-2020 - Modern Family (120 avsnitt)